# Ehningen
Ehningen là một thị xã nằm ở huyện Böblingen, thuộc bang Baden-Württemberg, Đức.